# Indian River (Île-du-Prince-Édouard)
Pour les articles homonymes, voir Indian River.
Indian River est une communauté canadienne de l'est du comté de Prince, sur l'Île-du-Prince-Édouard. Elle se trouve au nord-ouest de Kensington.